# ستيف جونز (لاعب كرة قدم مواليد 1962)
ستيف جونز (بالإنجليزية: Steve Jones)‏ هو لاعب كرة قدم بريطاني في مركز الهجوم، ولد في 28 نوفمبر 1962 في ريكسهام في المملكة المتحدة. لعب مع نادي كرو ألكساندرا.